# Conghua
Conghua, tidigare romaniserat Tsungfa, är ett stadsdistrikt i norra delen av staden Guangzhou i provinsen Guangdong i sydöstra Kina.
Conghua är indelat i tre stadsdelsdistrikt och fem köpingar.
Stadsdelsdistrikt (jiedao):

- Chengjiao (城郊街道)
- Jiangpu (江埔街道)
- Jiekou (街口街道)

Köpingar (zhen):

- Aotou (鳌头镇)
- Liangkou (良口镇)
- Lütian (吕田镇)
- Taiping (太平镇)
- Wenquan (温泉镇)